# Nardia minutifolia
Nardia minutifolia är en bladmossart som beskrevs av Furuki. Nardia minutifolia ingår i släktet nardior, och familjen Solenostomataceae. Inga underarter finns listade i Catalogue of Life.